# Outreach Festival & Academy
Das Outreach Festival & Academy (in der Presse oft „Festwochen der jungen Musik“ genannt) ist ein Jazzmeeting, das alljährlich seit 1993 in Schwaz in Österreich stattfindet. Initiator ist der Jazztrompeter Franz Hackl.

## Festival
Seit 1993 werden Jahr für Jahr Musiker eingeladen, um Teilnehmer zu unterrichten und in unterschiedlichen Besetzungen gemeinsam Musik zu machen. Unter dem Motto  „Geschmacksverstärkung für alle“ finden sich Größen der Jazz- und Rockwelt, DJs und Musikproduzenten in Schwaz zusammen, um „lebende Musik“ unter die Leute zu bringen. Das Outreach Festival will mit seiner Musikprogrammierung Originäres und Unverwechselbares bieten. Diese Mischung wird mittlerweile von Festivalbesuchern aus ganz Österreich geschätzt.

## Outreach Academy
In der Outreach Academy unterrichten Instrumental-Solisten über mehrere Wochen Musiker aller Altersklassen. Anfänger wie Könner lernen, sich auf ihrem Instrument auszudrücken; sowie Bühnenpräsenz, Arrangement, Komposition, Aufnahmetechnik und verschiedenes mehr. 2016 unterrichteten in der Outreach Academy über 20 Musikdozenten in ca. 50 Workshop-Kursen mit knapp 200 Unterrichtseinheiten. Bei allen Outreach Academy-Workshops haben die Kursteilnehmer die Möglichkeiten, sich Tipps und Know-how von gefragten Profimusikern zu holen. Als Dozenten der Academy stehen jährlich einige der jeweils anwesenden Musiker zur Verfügung. So gehört etwa Adam Holzman seit 2001 zum Kern-Team der Academy. Weitere Vortragende sind und waren Mike Keneally, John Clark, Mark Egan, Craig Harris, Dave Taylor, Mino Cinelu, Thomas Kugi, Lorenz Hargassner, Franz Hackl, Gene Pritsker, Chanda Rule und der österreichische Schlagzeuger Gernod Bernroider. Kim Plainfield war bis zu seinem Tod regelmäßig Dozent bei der Academy.

## Outreach Young Master Stipendium
Seit 2011 werden jährlich zwei bis drei Begabten-Stipendien an junge Musiker vergeben. Jeder der Stipendiaten erhält einen Musik-Dozenten der Outreach Music Academy zur Seite gestellt. Der Student begleitet seinen Lehrer eine Woche lang und steht ihm zu allen Proben, Auftritten und Unterrichtseinheiten der Outreach Music Academy zur Seite. Zusätzlich bekommt der Stipendiat Einzelunterricht-Einheiten bei seinem Mentor. Dazwischen gibt es viele Gespräche. „Hang with the musician“ – eben wie es früher zu Swing und Bebop Zeiten gemacht wurde.

## Outreach Friends Concerts
Die „Outreach Friends Concerts“ sind eine Plattform für Nachwuchsmusiker und -bands. Outreach organisiert die Konzerte, übernimmt die PR- und Werbearbeit und stellt eine professionelle Bühnentechnik zur Verfügung. Die Konzerte finden ortsungebunden ganzjährig statt. Das Outreach Open Air z. B. wird seit 1993 traditionellerweise in Schwaz am Magreitner Platz abgehalten. Weitere Veranstaltungsorte waren und sind neben Schwaz (Outreach DJam Konzerte) auch St. Johann in Tirol  („Jazz meets Blasmusik“), Innsbruck und Stams.